# Будим
Будим (мађ. Buda, тур. Budin, чеш. Budín) је западни део мађарског главног града Будимпеште смештен на десној обали Дунава.
Будим се простире на приближно једној трећини површине Будимпеште, брдовит је, и прилично покривен шумом. Обично представља синоним за високе животне стандарде. Најпознатији споменици су Будимски дворац и Цитадела.

## Порекло имена
Постоји више хипотеза о пореклу назива Будим.
Према једној, у корену назива је словенско име Будимир, неки сматрају да је име изведено из речи коју је локално становништво користило да означи воду, а разлог за то је био Дунав на чијим обалама се град простире, док неки сматрају да је град добио име по свом оснивачу, хунском краљу Бледи, Атилином брату.

## Историја
Постао је Будим слободни краљевски град још 1244. године. Будим је био главни град Мађарске од 1361. године, све док га нису освојили војници Османског царства 1541. године, када нови главни град постаје Братислава, данашњи главни град Словачке, која је тада носила друго име (мађ. Pozsony, словен. Prešporok).
Крајем 17. века, 2. јуна 1686. године, Будим пада у руке Хабзбурзима, након 145 година. Аустријанци насељавају велики број Немаца, како би обновили град опустошен претходним ратовима. Они су ту затекли далеко више Срба него Мађара; као и у Пешти. Било је 1720. године у Будиму 12.138 становника, а у Пешти 2706 становника. У националном погледу у Будиму је тада највише Немаца (52,27%), па Срба (37,62%) а Мађара (4,58%). У Пешти је тада 10% Срба, и од тада се стално смањује њихов број.
Године 1690, Великом сеобом Срба под вођством патријарха Арсенија Црнојевића повећао се број Срба у будимском Табану, где су од раније већ живели Срби. Будимски Срби су 1692. године морали да плаћају намет назван "одбрамбену таксу", па таксу за откуп од виноградског кулука, десетину од земље итд.
Године 1837. Будим је предњачио међу три главна града Угарске. Положен је на десној страни Дунава, на надморској висини 362 "стопе", у њему је тада живело око 30.000 становника и подељен је на шест квартова: Тврђава, Дунавско предграђе, Велики друм, Нови град и Стари Будим, Табан или Србски град (испог Гергелеза) и Христинин град. Од јавних здања највреднија су: Краљевска палата у оквиру тврђаве чије је темеље краљ Бела IV поставио а други владари су надограђивали, а звало се по власнику "ново Пештанско брдо". Турци су од тврђаве 1687. године направили рушевине, а 1715. године поново је грађена палата до средине тог века. Будим је 1737. године имао и 11 римокатоличких цркви, четири манастира, једну српску цркву, 22 пијаце и 55 улица. Образовне установе су биле: Архигимназија, Школа цртања, Нормална школа у сваком кварту, Српска школа и Евангелистичка девојачка школа. Ту је неколико болница, сиротиште, банке, "топлице" - топли извори за купање а вода се пије из Дунава. Сматрало се да име Будим потиче од толиких топлих "вода", што се променило у "вуда" па "Буда".
Будим је проглашен слободним краљевским градом 1703. године, да би 1784. поново добио статус главног града Мађарске. Спајањем са Обудом и Пештом прераста 1873. године у данашњу Будимпешту.

## Срби у Будиму
Срба је било у Будиму много пре велике сеобе Срба под патријархом Чарнојевићем. Године 1640. писао је патријарх Јерусалимски Доситеј - будимским Србима: "да и убудуће дају милостињу за Свети гроб". Мучена су у Будиму 1641. године два Србина, Продан и Ђурка. Продана су Турци набили на колац, а Ђурка се откупио. Учени Енглез лекар др Браун је 1668. године одсео у кући једног старијег Србина. А 1699. године будимски Магистрат је својим списом дозволио племићу трговцу Николи Димитријевићу, "да по трговини куд хоће пролази." То је најстарија сачувана трговачка повластица будимских Срба.
Било је 1702. године у Српској вароши 448 пореских обвезника; а 100-150 њих су били бећари, бескућници и неплатише. Године 1715. у Будиму је било 1539. домова, од којих 769 српских, 701 немачких и 68 мађарских кућа.
Срби у Будиму су у оквиру царских привилегија добили своју аутономну институцију "Танач" (суд), на чијем челу је био биров који је решавао спорове својих сународника, заједно са 12 таначника (заклетих ешкута). Први биров био је 1700-1703. године, Михаил Кабакул, а последњи (када је укинут танач) 1844-1849. године, Кузман Пејаковић. Готово два века ту се србовало, у српском делу предграђу званом Табан, као мало где у српском свету ван српске државе.
И пре досељавања под Чарнојевићем, било је у Будиму Срба - али римокатолика, који су дошли из Босне. Њих су звали "Кршћани, Латини" и такође су имали свој "танач". Мада нису били исте вере, што је тада била непремостива препрека, и једни и други (Хришћани, називани погрдно Власи) су осећали исто, и тражили 28. априла 1710. године од власти, да се уједине у један "танач".
У будимском српском Табану су Срби имали вековима своју аутономну бирану власт. Ту су за разлику од Срба у Пешти, живели поред трговаца и занатлија, и сеоског типа становници - земљеделци и виноградари.
Стари биров био је пре 1725. године Јосиф Николић. Изабран је на сабору општинском 30. маја 1725. године у Табану у варошком дому, на скупу свих таначника и још 70 "господара" нова општинска управа. За бирова изабраше Јевту Кнежевића, два ешкута Јована Цветиновића и Димитрија Ненадовића, затим за варошког натароша Петра Ненадовића, за толмача (тумача) Мишка, за кишбирова Трифуна, и две капиџије - истог Трифуна и старца Благоја. Сви су били плаћени из варошке касе, и имали некакве друге погодности, попут ослобађања од плаћања пореза. Године 1729. постао је нови биров Јован Цветиновић, ранији ешкут (поротник). Варошки биров у Табану био је 1737-1738. године Никола Давидовић. Биров табански 1744-1745. године био је Петар Кнежевић, а нотар Аврам Рашковић. Бирова Срба у предграђу Табану има и у 19. веку. Биров будимски и претплатник Стојковићеве књиге "Физика", био је 1801. године Петар Антоновић. Међу пренумерантима иза њега се налазе на списку: Павел Ђурковић живописац, купци - Арсеније от Радић, Емануил Грујић, Јован Бозитовац, те неколико грађана.
Помињу се у Табану следећи занатлијски еснафи: сапунџијски (1725); месарски (1725) - цехмајстор Стојан Поповић и аћамајстор Миха Ижаковић; сабовски (1725) - цехмајстор Дојчин Цвејић и аћамајстор Степан Марковић; "Солгало мешчер мајстор" изабран опет 1725. године био је Петар Орестијевић. По једном упућеном посетиоцу, то је дични српски центар, на десној страни Дунава: "У Будиму управ српска варош, нарочито Срби 'занаџије'(занатлије) беху први на гласу." Ту су долазиле са стране, многе калфе и шегрти - "вандрокаши", да уче занат и стекну мајсторско писмо. Сима Игњатовић брат књижевника Јакова, држао је ту кафану под именом "Код златног јелена". Ту су долазили Срби књижевни радници, међу којима у Вук Ст. Караџић, којем је 1987. године заслугом Стојана Д. Вујичића, испред те кафане постављена спомен-биста, рад вајара Небојше Митрића.
Посланик будимских Срба на црквено-народном сабору у Карловцима 1719. године био је Станоје Радојевић, стари будимски биров. Други пут 1726. године изабрали су Будимци "господара" Живана Бранковића. Године 1744. био је то Петар Димић.
У Будиму је пре велике сеобе Срба била српска православна богомоља. Тај храм је страдао 1686. године током турске опсаде Будима. Будимска стара српска православна црква посвећена Св. Димитрију(?), подигнута је опет 1697. године, по налогу патријарха Чарнојевића. Та црква је међутим страдала у поплави 1738. године, па су Срби 1741. године кренули са градњом нове. Уговор је био склопљен са маор-мајстором Адамом Мајехофером из Будима, реализован је 1742. године. Будимски саборни храм подигнут у барокном стилу осветио је 1757. године епископ будимски. Иконостас је 1757. године осликао новосадски иконописац Василије Димитријевић. Године 1773. (по натпису 7. децембра) будимску цркву је живописао молер Михаил от Соколовић, настојањем будимског бирова Петра Несторовића. Црква и иконостас су страдали у пожару 1810. године. Нови иконостас је урадио 1815. године такође Новосађанин, познати Арса Теодоровић. Стара црквена грађевина посвећена празнику Сошествију Св. Духа или Духови, је додатно страдала 1944. године, током савезничког бомбардовања мађарске престонице. Срушена је српска црква 1949. године јер је и била на путу нове градске саобраћајнице. Њен иконостас је пренет у Сентандреју, где се чува. Нацрт торња будимске православне цркве из 1734. године је такође сачуван.
Свештенство будимско чинили су: поп Михајло (умро 1726), поп Вељко (1726), поп Нестор Живановић(1728), поп Петар Пантелић (1728)... На једном документу из 1748. године потписали су се у Табану, будимски свештеници: Гаврил Михајловић, Антоније Јосиповић и Јован Бејазовић.
Године 1826. у Будиму су два српска православна свештеника: парох поп Јован Витковић и капелан поп Петар Парабак.
По државном шематизму православног клира у Угарској из 1846. године, у Будиму је православно парохијско звање основано 1742. године, а црквене матрикуле се воде од 1742-1810. године "нередовно" (изгореле су у пожару!), а од 1810. године тачно и редовно. Постоји православни храм посвећен празнику Духови, а свештенство су чинили 1846. године, протопрезвитер Јован Витковић (то био и 1826) поп Јован Раденковић. У парохији је укупно 460 православних верника. Петар Петровић будимски ђакон (1839) јавља се као купац српске књиге.
У 18. веку рођен је у Будиму аустријски генерал, Павел барон от Папила.
Изабрали су Будимци Срби 1728. године за народног учитеља "мештра" Данила Павловића, са годишњом платом од 60 ф. Будимска српска општина је 1745. године издвајала 100 ф. годишње за издржавање српске школе. Претплатник српске књиге био је 1801. године учитељ Јован Миливојевић. Димитрије Поповић је наставник 1820. године. Учитељ у српској народној школи 1839. године је Субота Младеновић. Школски директор је 1846. године Давид Давидовић правник. Школске деце је било само 28, а предавао им је учитељ Димитрије Поповић (то био и 1826).
Наименован је за будимског учитеља 1866. године Коста Николић. Он је изучио шест разреда гимназије и Богословију. Слушао је учитељски курс у Сомбору где је положио и учитељски испит. Године 1905. на будимској страни је једна српска народна вероисповедна школа, у којој ради учитељ Светозар Радашин родом из Ловре. Има само 11 ђака у редовној школи, и исто толико у недељној; десетеро деце похађа државне основне школе.
Године 1826. школски директор у Будиму је био општински биров (кнез) Георг Станковић (то и 1820), а 1847. године табански изборни биров и пренумерант српске књиге је Давид Пејаковић. Сенатор општински био је тада Јован Игњатовић а протоколиста код Магистрата будимског, Симеон Игњатовић.
Године 1837. у Будиму постоје: Српска црква, Српска школа, и ту је већ дуго времена столица (седиште) епископа Будимског.
По извештају Гаврила Витковића у Будиму је 1847. године било 460 Срба, а две деценије касније 1867. године има много мање - 326 душа.
У Будиму живи и ради Василије Суботић књиговезац и књигопродавац (1826), а лекар је тада др Стефан Прерадов. Три купца будимска били су 1809. године пренумеранти једне српске књиге: Тома и Димитрије Лазаревић и Лазар Весковић. Будимски грађанин Евгеније Стојановић је 1862. године издао четворку "Цетињка", књигу мелодија за клавир, састављену од најлепших народних песама. Исту је наменио Црногорцима, од чистог прихода, након продаје.
Деловао је у Будиму и околини 1904. године мешовити збор будимског Певачког друштва "Зора".
По српском извору из 1905. године стање је следеће. У парохији која је прве, највише класе свештеник је поп Велемир Недељковић родом из Мунаре, који је и окружни прота и председник Школског одбора. Он станује у парохијском стану у црквено-општинском дому, а земљишну сесију нема. Црквено-општински посед је 34 кј земље, а делују и закладе: Заклада црквена, Заклада парохијска, Заклада сиротињска и Заклада Јована Игњатовића "за удаваче". Постоје и Закладе појединаца: стипендијска др Андрије Беницког, сиротињска Ивана Димшића и за сиромашне свештенике Томе Дамјановића. Парохији припадају 31 православни дом, са 338 становника. Око цркве која је у добром стању налази се исто таква порта. Постоји будимско српско православно гробље, на којем је сахрањени и постоје споменици српског композитора Корнелија Станковића и песника Мите Поповића.
Српски православни храм у Будиму је пострадао током Другог светског рата а затим срушен. Рушење је био вандалски чин мађарских младих комуниста 1949. године. Током акције за "очишћење трга", а поводом Стаљиновог рођендана, срушили су српску цркву потпуно. Из њега и порте након рушења пренети су мермерни стари споменицу у храм у Пешти, где се и сад налазе. Поред цркве страдало је и старо српско Табанско гробље. На његовом месту је остао велики спомен крст од мермера, у оквиру садашњег Табанског парка. Крст је обновљен 1987. године, а то место се почетком 20. века звало "трг Старог гробља" д којег је водила тадашња Гробљанска улица. Приликом санације ту су нађена три стара српска споменика из 17. века када су градом владали Турци. На крсту је 2004. године постављен спомен натпис.
Када су 1930. године вршили санацију старог Табанског гробља, са њега су пренети земни остаци српских угледних јавних радника и књижевника и сахрањени на гробљу Фаркашрету ("Вучја ливада"), на заједничкој парцели. Постављена им је заједничка велика спомен-плоча са основним подацима о њима. У гробљанској парцели број 31. остављен је да се сахрањују православци, од тада је ту постављено 11 нових споменика, од којих су 10 исписаних епитафа на мађарском језику. Ту постоји од 2002. године заједнички споменик за остале српске покојнике пренете са Табанског гробља. У Будимпешти постоји у Керепешком гробљу, у којем је 1945. године уређивано совјетско војно гробље, уза зид је поређано 61 српски стари споменик.

## Демографска историја
Према подацима из 1715. године, у Будиму је било 1538 кућа, од чега су 769 припадале Јужним Словенима (већином Србима), 701 је била немачка, и 68 су биле мађарске.
Према подацима из 1720. године, број становника се смањио на 30.000 људи који су насељавали 1483 куће, 851 је била немачка, 559 су биле јужнословенске (већином српске), 68 је припадало Мађарима, а 5 Словацима.
Подаци из 19. века, показују перманентно опадање броја становника православних Срба. Тако Будим има 1828. године - 759 Срба; 1846. године - 460 душа; 1860. године 384 житеља.

## Међународна сарадња
Будим је збратимљен са следећим градовима:
- Капестрано, Италија